# Cášský voláč
Cášský voláč je plemeno holuba domácího určené především k okrasnému chovu. Je to středně velký holub vynikající volatostí, s hlavou zdobenou lžičkovitou chocholkou, s jedinečnou kresbou opeření: bílá kresba tvoří na voleti co největší bílý půlměsíc, dále je bílá spodní část hrudi, břicho, bérce a ruční letky, ostatní peří je barevné. Trvalé výrazné nafouknutí volete jej řadí mezi voláče, v seznamu plemen EE je zapsán pod číslem 0326.
Pochází z okolí německého města Cáchy, kde byl údajně chován už ve 30. a 40. letech 18. století. Prý byl vyšlechtěn ze staroněmeckých voláčů a belgických kruhových tleskačů.
Je to středně velký voláč s protáhlou hlavou s vysokým a oblým čelem. Oči jsou oranžové až červené. Hlava je v záhlaví zdobená chocholkou, ta je špičatá, s širokou základnou a je rozčísnutá napříč hlavy. Taková chocholka se nazývá chocholkou lžičkovitou. Krk je velmi dlouhý. Vole je velmi dobře vyvinuté, ale vydouvá se především dopředu, ze stran je zploštělé, směrem k hlavě se mírně rozšiřuje, ale na šíji se vyklenuje jen málo. Jeho přechod v hruď je plynulý. Hrudní kost příliš nevystupuje, je dlouhá a dobře osvalená, hřbet není úzký, ale je dlouhý a nesený v mírném sklonu nazad. Ocas je dlouhý, dobře složený, křídla široká a dlouhá a složená leží na ocase. Nohy jsou poměrně krátké, s neopeřenými běháky či prsty.
Opeření je dlouhé, avšak dostatečně přiléhající. Pro plemeno je typická měsíčková kresba. Základní barva opeření je barevná, chová se v rázu černém, popelavě červeném a žlutém, modrém, stříbřitém a červeně plavém a žlutě plavém bezpruhém, pruhovém a kapratém. Hlava, vnitřní strana chocholky a horní část volete jsou barevné. Bílý půlměsíc vybíhá z bočních stran chocholky na přední část volete. Měl by být co nejširší. Pod bílým půlměsícem je 2-4 cm široký barevný pás, který jej odděluje od bílé spodní části hrudi a břicha. Bérce a sedm krajních letech jsou také bílé. Černí a modří ptáci mají barevný ocas, rázy v červené, žluté a stříbřité řadě mají ocasy světlé.